# Epsilon Andromedae
Désignations
Epsilon Andromedae, (ε Andromedae / ε And), est une étoile de la constellation boréale d'Andromède. Elle est visible à l’œil nu avec une magnitude apparente de 4,4. En se basant sur une parallaxe annuelle mesurée par le satellite Hipparcos de 21,04 milliarcsecondes, elle est localisée à ∼ 164 a.l. (∼ 50,3 pc) de la Terre. L'étoile se rapproche du Soleil avec une vitesse radiale de −84 km/s. Son orbite autour de la Voie lactée est particulièrement excentrique, ce qui fait qu'elle se déplace rapidement par rapport au Soleil et à ses voisines.

## Propriétés
ε Andromedae est une étoile géante jaune évoluée de type spectral G6 III Fe−3 CH1. La notation du suffixe derrière sa classe de luminosité de géante (III) indique que son spectre montre une forte sous-abondance en fer, et une surabondance en cyanogène (CN). ε Andromedae semble être une étoile du red clump qui fusionne l'hélium contenu dans son cœur en carbone et en oxygène. Sa masse est à peu près équivalente à celle du Soleil, mais lorsqu'elle est devenue une géante, elle s'est étendue jusqu'à avoir un rayon qui est désormais neuf fois plus grand que celui du Soleil. L'étoile est 51 fois plus lumineuse que le Soleil et sa température de surface est de 5 082 K.

## Nom
En chinois, ε Andromedae est connue sous le nom de 奎宿四 (Kuí Sù sì), c'est-à-dire la « Quatrième Étoile des Jambes ». Elle fait partie de l'astérisme des Jambes (en chinois 奎宿, (Kuí Sù), qui comprend outre ε Andromedae, η Andromedae, 65 Piscium, ζ Andromedae, δ Andromedae, π Andromedae, ν Andromedae, μ Andromedae, β Andromedae, σ Piscium, τ Piscium, 91 Piscium, υ Piscium, φ Piscium, χ Piscium et ψ¹ Piscium.